# Suregada glomerulata
Suregada glomerulata là một loài thực vật có hoa trong họ Đại kích. Loài này được (Blume) Baill. miêu tả khoa học đầu tiên năm 1858.